# Arne Dybfest
Arne Dybfest, född 30 juni 1869, död 7 juli 1892, var en norsk författare.
Av Dyfests produktion märks Bland anarkister (1890), Ira (1891), To noveletter (1892) och romanfragmentet Tidssignaler. Dyfest finns representerad vid bland annat Nationalmuseum i Stockholm.
Som 15-åring blev han fängslad för ett brott som han hävdade han var oskyldig till. Året efter blev han deporterad till USA. Där livnärde han sig genom att skriva för norska tidningar. Han flyttade senare tillbaka till Norge och skrev bland annat för anarkisttidningen Fedraheimen.
Han gifte sig med Mathea Ella Krogh i mars 1892. Han omkom efter en båttur utanför Bergen.
Hans  författarskap är inspirerar av Friedrich Nietzsche, Theophile Gautier, Knut Hamsun och Edgar Allan Poe.